# خط صورتی نازک
خط صورتی نازک (به انگلیسی: The Thin Pink Line) فیلمی محصول سال ۱۹۹۸ و به کارگردانی جو دیتل و مایکل ایرپینو است. در این فیلم بازیگرانی همچون جنیفر آنیستون، ویل فرل، مالی شنون، مایک مایرز، دیوید شویمر، تیت داناوان، مارگارت چو، دیوید کراس، ایلیانا داگلاس، آلکسیس آرکت، آندره‌آ بندوالد، مگان کاوانا، دایان دلانو، نورا دان، کریستین الیز، فیل لامار، ان میرا، جوئل مورای، تیلور نگرون، سم پنکیک، جیسون پریستلی، مری‌لین رایسکوب، اندی ریکتر، ریچارد ریلی، راستی شومر، مورا تیرنی، وینسنت ونترسکا، تاک واتکینز و سوزان ایگلی ایفای نقش کرده‌اند.